# Orden de Cisneros
La Orden de Cisneros es una distinción civil al mérito político que se concede en premio de relevantes servicios prestados a España.

## Orígenes
La Orden de Cisneros fue creada por decreto de 8 de marzo de 1944, durante la Dictadura del general Franco, para premiar los destacados servicios de quienes demostraron un alto espíritu de entrega en las tareas de engrandecimiento de la Patria.
El Jefe Nacional del Movimiento era el Gran Maestre de la Orden y Jefe Supremo de la misma.
El emblema fundamental de la Orden de Cisneros estaba integrado por una cruz, entre cuyos brazos se abrían haces de cinco flechas y en el centro el Águila de San Juan apoyada sobre el yugo de los Reyes Católicos. Este emblema tenía las variaciones particulares correspondientes a los distintos grados de la Orden.

## 18 de julio de 1956
Al cumplirse el XX aniversario del Alzamiento Nacional del 18 de julio de 1936, la dictadura entregó la Gran Cruz de la Orden de Cisneros al mérito político a las jerarquías más representativas de los tres Ejércitos, a propuesta del canciller de la Orden, Ministro Secretario General del Movimiento, entonces José Luis Arrese Magra.

"...Al cumplirse el XX aniversario del Alzamiento Nacional del 18 de julio de 1936, en que se inició una etapa nueva para la historia de nuestra Patria, Falange Española Tradicionalista y de las JONS recuerda con emoción y gratitud la gesta libertadora iniciada por el Ejército de España, junto al cual se alzó y combatió en la Cruzada, al que siempre se ligó la admiración entrañable que proclamaron los fundadores y primeros capitanes y con el cual selló para siempre su hermandad indestructible con la sangre vertida por un mismo ideal en cárceles y campos de batalla..."
.

## Categorías
1. Gran Collar
2. Gran Cruz
3. Encomienda con Placa
4. Encomienda Sencilla
5. Lazo (para Damas)
6. Cruz
7. Medalla de Oro

| Categorías  |                  |                      |                     |                   |      |                |
| Gran Collar | Gran Cruz        | Encomienda con placa | Encomienda sencilla | Lazo (para Damas) | Cruz | Medalla de Oro |
|             |                  |                      |                     |                   |      |                |
|             | (Banda y venera) | (Placa)              |                     |                   |      |                |

Se concedió la gran cruz a los siguientes militares españoles: 
- Ejército de Tierra, tenientes generales:
  - Carlos Asensio Cabanillas, jefe del Alto Estado Mayor.
  - Antonio Alcubilla Pérez, jefe del Estado Mayor Central.
  - Miguel Rodrigo Martínez, capitán general de la I Región Militar.
  - Eduardo Sáenz de Buruaga y Polanco, capitán general de la II Región Militar.
  - Joaquín Ríos Capapé, capitán general de la III Región Militar.
  - Juan Bautista Sánchez González, capitán general de la IV Región Militar.
  - Manuel Baturone Colombo, capitán general de la V Región Militar.
  - Alfredo Galera Paniagua, capitán general de la VI Región Militar.
  - Carlos Rubio Guijarro, capitán general de la VII Región Militar.
  - Mohamed Ben Mezzian Bel Kasem, capitán general de Canarias.
  - Antonio Castejón Espinosa, capitán general de Baleares.
  - Rafael García-Valiño y Marcén, jefe del Ejército de África.
  - Francisco Franco y Salgado-Araujo, jefe de la Casa Militar del Jefe del Estado.
  - Gustavo Urrutia González, presidente del Tribunal Supremo de Justicia Militar.
  - Antonio Barroso y Sánchez Guerra, director de la Escuela Superior del Ejército.
  - Pablo Martín Alonso, director general de la Guardia Civil.
- Ejército de Tierra, generales de división:
  - Manuel Carrasco Verde, subsecretario del Ministerio del Ejército.
  - Pedro Pimentel Zayas, capitán general de la IX Región Militar.
  - Rafael Álvarez Serrano, comandante general de Melilla.
  - Luis Oliver Rubio, comandante general de Ceuta.
  - Fermín Gutiérrez Soto, segundo jefe del Estado Mayor Central.
  - José Cuesta Monereo, gobernador militar del Campo de Gibraltar.
- Ejército de Tierra, comandante de infantería
  - Ilmo. Sr. D. Carlos Corpas Mora
- Armada:
  - José Luis de Azcárraga Bustamante, Ministro Togado de la Armada (Vicealmirante)

Escudo de Luis Carrero Blanco, con el gran collar de la orden.

## Situación actual
Con el fin de la dictadura, el decreto 99/1976 y el Real Decreto 1024/1977 de 15 de abril, se modificó radicalmente la normativa anterior.
S.M. el rey de España es el actual Gran Maestre de la Orden y el cargo de Canciller lo ostenta el ministro de la Presidencia de España.
Desde el mes de septiembre de 1977 no se han nombrado nuevos miembros, por lo que aunque formalmente se mantiene en vigor, puede considerarse extinguida de facto.

## Desposesión de distinciones
El agraciado con cualesquiera de las categorías que haya sido sentenciado por la comisión de un delito doloso o pública y notoriamente haya incurrido en actos contrario a las razones determinantes de la concesión de la distinción podrá, en virtud de expediente iniciado de oficio o por denuncia motivada, y con intervención del Fiscal de la Real Orden, ser desposeído del título correspondiente a la distinción concedida, decisión que corresponde a quien la otorgó.